# Brandenburgischer Landespokal 2011/12
Der Krombacher Pokal 2011/12 war die 22. Austragung des brandenburgischen Landespokals der Männer im Amateurfußball. Der SV Falkensee-Finkenkrug setzte sich, am 1. Mai 2012, im Finale gegen den SV Babelsberg 03 mit 2:1 durch und wurde, zum ersten Mal, Landespokalsieger. Durch diesen Sieg qualifizierte sich der SV Falkensee-Finkenkrug für den DFB-Pokal 2012/13.
Das Endspiel fand auf dem Sportplatz Leistikowstraße in Falkensee statt.

## Termine
Die Spiele des brandenburgischen Landespokals wurden an folgenden Terminen ausgetragen:
| Runde         | Datum                               | Spiele | Vereine |
| ------------- | ----------------------------------- | ------ | ------- |
| Qualifikation | 6. August 2011                      | 4      | 8 → 4   |
| 1. Hauptrunde | 2. – 4. September / 8. Oktober 2011 | 32     | 64 → 32 |
| 2. Hauptrunde | 9. Oktober 2010 / 20. November 2010 | 16     | 32 → 16 |
| Achtelfinale  | 12. November / 4. Dezember 2011     | 8      | 16 → 8  |
| Viertelfinale | 17. Dezember 2011 / 28. März 2012   | 4      | 8 → 4   |
| Halbfinale    | 5. April 2012 / 18. April 2012      | 2      | 4 → 2   |
| Finale        | 1. Mai 2012                         | 1      | 2 → 1   |

## Teilnehmende Mannschaften
Für den Brandenburgischen Landespokal 2011/12 qualifizierten sich alle brandenburgischen Mannschaften der 3. Liga, Oberliga Nordost, Brandenburg-Liga, Landesliga, sowie die 16 Kreispokalsieger. Ausnahme sind zweite Mannschaften höherklassiger Vereine.
Folgende Mannschaften nahmen in diesem Jahr am Brandenburgischen Landespokal teil (In Klammern ist die Ligaebene angegeben, in der der Verein spielt):
| Nationale Ligastufe | Bezeichnung              | Anzahl | Mannschaften |
| ------------------- | ------------------------ | ------ | --- |
| 3                   | 3. Fußball-Liga          | 1      | SV Babelsberg 03 |
| 4                   | Regionalliga Nordost     | 0      | keine Vertreter |
| 5                   | Oberliga Nordost         | 6      | FSV Optik Rathenow – Brandenburger SC Süd 05 – SV Altlüdersdorf – SV Germania 90 Schöneiche – FSV Union Fürstenwalde – FSV 63 Luckenwalde |
| 6                   | Verbandsliga             | 15     | Ludwigsfelder FC – SV Grün-Weiß Lübben – Breesener SV Guben Nord – SV Victoria Seelow – Frankfurter FC Viktoria 91 – FV Preussen Eberswalde – Werderaner FC Viktoria 1920 – TuS 1896 Sachsenhausen – SV Falkensee-Finkenkrug – FC Stahl Brandenburg – Märkischer SV 1919 Neuruppin – FC Strausberg – SG Blau-Gelb Laubsdorf – RSV Waltersdorf 1909 – Eisenhüttenstädter FC Stahl |
| 7                   | Landesliga               | 30     | Oranienburger FC Eintracht 1901 – FC Schwedt 02 – FC 98 Hennigsdorf – Schönwalder SV 53 – RSV Eintracht 1949 – SV Blau-Weiß Petershagen-Eggersdorf – SV Schwarz-Rot Neustadt (Dosse) – FSV Forst Borgsdorf – Prenzlauer SV Rot-Weiß – Fortuna Babelsberg – SC Oberhavel Velten – SC Victoria 1914 Templin – TSV Chemie Premnitz – FSV Bernau – BSC Rathenow 1994 – SV Rot-Weiß Kyritz – FV Erkner 1920 – SC Eintracht Miersdorf/Zeuthen – MSV 19 Rüdersdorf – VfB Hohenleipisch – SV Wacker 09 Cottbus Ströbitz – SG Burg – BSC Preußen 07 Blankenfelde-Mahlow – FSV Glückauf Brieske-Senftenberg – FV Blau-Weiß 90 Briesen/Mark – 1.FC Guben – Neuzeller SV 1922 – KSV Tettau/Schraden – SV Askania Schipkau – SV Empor Mühlberg |
| ~                   | Kreispokalsieger 2010/11 | 16     | Barnim 1: FV Preussen Eberswalde II – Dahmeland: SG Niederlehme 1912 – Elbe/Elster: SV Linde Schönewalde – Havelland: FSV Babelsberg 74 – Jüterbog/Luckenwalde 2: FSV 63 Luckenwalde III – Märkisch/Oderland: SG Rot-Weiß Neuenhagen – Niederlausitz: SG Groß Gaglow – Oberhavel: SG Mildenberg – Oder/Neiße: VfB Fünfeichen – Ostprignitz/Ruppin 3: Märkischer SV 1919 Neuruppin II – Ostuckermark: – Angermünder FC – Prignitz: SC Hertha Karstädt – Senftenberg: SV Eintracht Lauchhammer-Ost – Spreewald: 1.SV Lok Calau – Westhavelland: SV Ziesar 31 |

## Spielmodus
Der brandenburgische Landespokal 2011/12 wurde im K.-o.-System ausgetragen. Es wird zunächst versucht, in 90 Minuten einen Gewinner auszuspielen. Sollte es danach unentschieden stehen, kommt es wie in anderen Pokalwettbewerben zu einer dreißigminütigen Verlängerung. Sollte danach immer noch kein Sieger feststehen, wird dieser dann im Elfmeterschießen nach dem bekannten Muster ermittelt.

## Qualifikation
| Datum      |                          | Ergebnis |                              |
| ---------- | ------------------------ | -------- | ---------------------------- |
| 06.08.2011 | Gerswalder SV (KL)       | 1:2      | Angermünder FC (KL)          |
| 06.08.2011 | 1.SV Lok Calau (KL)      | 1:4      | SV Linde Schönewalde (LK)    |
| 06.08.2011 | SC Hertha Karstadt (KL)  | 1:6      | SV Rhinow/ Großderschau (KL) |
| 06.08.2011 | SG Niederlehme 1912 (KL) | 4:1      | FC Viktoria Jüterbog (KL)    |

## 1. Hauptrunde
| Datum      |                                         | Ergebnis  |                                            |
| ---------- | --------------------------------------- | --------- | ------------------------------------------ |
| 02.09.2011 | BSC Rathenow 1994 (LL)                  | 2:1       | Brandenburger SC Süd 05 (OL)               |
| 02.09.2011 | FV Blau Weiß 90 Briesen (LL)            | 2:6       | FSV 63 Luckenwalde (OL)                    |
| 02.09.2011 | SG Mildenberg (KL)                      | 3:2 n. V. | Märkischer SV 1919 Neuruppin (VL)          |
| 02.09.2011 | SG Einheit Zepernick (KL)               | 2:3       | TuS 1896 Sachsenhausen (VL)                |
| 03.09.2011 | SV Linde Schönewalde (LK)               | 0:5       | KSV Tettau/ Schraden (LL)                  |
| 03.09.2011 | SV Rhinow/ Großderschau (KL)            | 2:3       | FSV Forst Borgsdorf (LL)                   |
| 03.09.2011 | SG Niederlehme 1912 (KL)                | 0:2       | RSV Eintracht 1949 (LL)                    |
| 03.09.2011 | SV Eintracht Lauchhammer-Ost (KL)       | 0:3       | FSV Glückauf Brieske-Senftenberg (LL)      |
| 03.09.2011 | VfB Fünfeichen (KL)                     | 0:3       | SV Victoria Seelow (VL)                    |
| 03.09.2011 | SG Groß Gaglow (LK)                     | 6:0       | Neuzeller SV 1922 (LL)                     |
| 03.09.2011 | SV Ziesar 31 (KL)                       | 1:3       | Schönwalder SV (LL)                        |
| 03.09.2011 | FSV Babelsberg 74 (LK)                  | 1:5       | RSV Waltersdorf 1909 (VL)                  |
| 03.09.2011 | SG Rot-Weiß Neuenhagen (KL)             | 02:11     | SV Altlüdersdorf (OL)                      |
| 03.09.2011 | FC Schwedt 02 (LL)                      | 1:0       | FV Erkner 1920 (LL)                        |
| 03.09.2011 | Oranienburger FC Eintracht 1901 (LL)    | 3:0       | FC Stahl Brandenburg (VL)                  |
| 03.09.2011 | SV Schwarz-Rot Neustadt (Dosse) (LL)    | 3:1       | FC Strausberg (VL)                         |
| 03.09.2011 | FSV Rot-Weiß Prenzlau (LL)              | 2:3 n. V. | SV Falkensee-Finkenkrug (VL)               |
| 03.09.2011 | FC 98 Hennigsdorf (LL)                  | 2:4       | SV Germania 90 Schöneiche (OL)             |
| 03.09.2011 | SV Rot-Weiß Kyritz (LL)                 | 0:3       | Ludwigsfelder FC (VL)                      |
| 03.09.2011 | SC Victoria 1914 Templin (LL)           | 0:4       | SV Babelsberg 03 (3L)                      |
| 03.09.2011 | FSV Bernau (LL)                         | 4:5 n. V. | SG Blau-Gelb Laubsdorf (VL)                |
| 03.09.2011 | TSV Chemie Premnitz (LL)                | 0:4       | Werderaner FC Viktoria 1920 (VL)           |
| 03.09.2011 | SC Eintracht Miersdorf/ Zeuthen (LL)    | 0:5       | FSV Union Fürstenwalde (OL)                |
| 03.09.2011 | SG Burg (LL)                            | 3:1       | SV Blau Weiss Petershagen/ Eggersdorf (LL) |
| 03.09.2011 | 1.FC Guben (LL)                         | 4:3 n. V. | SC Oberhavel Velten (LL)                   |
| 03.09.2011 | BSC Preußen 07 Blankenfelde-Mahlow (LL) | 00:11     | FSV Optik Rathenow (OL)                    |
| 03.09.2011 | MSV 19 Rüdersdorf (LL)                  | 4:1       | Fortuna Babelsberg (LL)                    |
| 03.09.2011 | SV Empor Mühlberg (LL)                  | 4:5       | SV Grün-Weiß Lübben (VL)                   |
| 03.09.2011 | SV Wacker 09 Cottbus-Ströbitz (LL)      | 4:0       | Eisenhüttenstädter FC Stahl (VL)           |
| 03.09.2011 | VfB Hohenleipisch 1912 (LL)             | 1:2       | Breesener SV Guben Nord (VL)               |
| 04.09.2011 | Angermünder FC (KL)                     | 1:6       | FV Preussen Eberswalde (VL)                |
| 08.10.2011 | SV Askania Schipkau (LL)                | 2:4       | Frankfurter FC Viktoria 91 (VL)            |

## 2. Hauptrunde
| Datum      |                                       | Ergebnis              |                                  |
| ---------- | ------------------------------------- | --------------------- | -------------------------------- |
| 08.10.2011 | SG Mildenberg (KL)                    | 3:2 n. V.             | FC Schwedt 02 (LL)               |
| 08.10.2011 | SG Groß Gaglow (LK)                   | 1:4 n. V.             | SG Blau-Gelb Laubsdorf (VL)      |
| 08.10.2011 | BSC Rathenow 1994 (LL)                | 2:1                   | SV Altlüdersdorf (OL)            |
| 08.10.2011 | RSV Eintracht 1949 (LL)               | 1:1 n. V. (3:2 i. E.) | TuS 1896 Sachsenhausen (VL)      |
| 08.10.2011 | SV Schwarz-Rot Neustadt (Dosse) (LL)  | 1:4                   | FSV Optik Rathenow (OL)          |
| 08.10.2011 | FSV Glückauf Brieske-Senftenberg (LL) | 1:2 n. V.             | SV Grün-Weiß Lübben (VL)         |
| 08.10.2011 | SV Falkensee-Finkenkrug (VL)          | 3:2                   | SV Germania 90 Schöneiche (OL)   |
| 08.10.2011 | 1.FC Guben (LL)                       | 0:3                   | Werderaner FC Viktoria 1920 (VL) |
| 08.10.2011 | FSV Forst Borgsdorf (LL)              | 3:2                   | SV Victoria Seelow (VL)          |
| 08.10.2011 | KSV Tettau/ Schraden (LL)             | 1:1 n. V. (2:5 i. E.) | Ludwigsfelder FC (VL)            |
| 08.10.2011 | SG Burg (LL)                          | 0:5                   | FSV Union Fürstenwalde (OL)      |
| 08.10.2011 | MSV 19 Rüdersdorf (LL)                | 3:2                   | Breesener SV Guben Nord (VL)     |
| 08.10.2011 | SV Wacker 09 Cottbus-Ströbitz (LL)    | 2:5                   | FSV 63 Luckenwalde (OL)          |
| 08.10.2011 | Schönwalder SV (LL)                   | 1:5                   | RSV Waltersdorf 1909 (VL)        |
| 18.10.2011 | Oranienburger FC Eintracht 1901 (LL)  | 2:2 n. V. (4:5 i. E.) | FV Preussen Eberswalde (VL)      |
| 12.11.2011 | Frankfurter FC Viktoria 91 (VL)       | 2:4 n. V.             | SV Babelsberg 03 (3L)            |

## Achtelfinale
| Datum      |                             | Ergebnis              |                                  |
| ---------- | --------------------------- | --------------------- | -------------------------------- |
| 12.11.2011 | Ludwigsfelder FC (VL)       | 0:3                   | SV Falkensee-Finkenkrug (VL)     |
| 12.11.2011 | FSV Forst Borgsdorf (LL)    | 1:2                   | SG Blau-Gelb Laubsdorf (VL)      |
| 12.11.2011 | FSV Union Fürstenwalde (OL) | 0:2                   | FSV 63 Luckenwalde (OL)          |
| 12.11.2011 | MSV 19 Rüdersdorf (LL)      | 5:2 n. V.             | FV Preussen Eberswalde (VL)      |
| 12.11.2011 | RSV Eintracht 1949 (LL)     | 2:2 n. V. (4:3 i. E.) | Werderaner FC Viktoria 1920 (VL) |
| 12.11.2011 | SV Grün-Weiß Lübben (VL)    | 1:3                   | FSV Optik Rathenow (OL)          |
| 12.11.2011 | SG Mildenberg (KL)          | 0:6                   | RSV Waltersdorf 1909 (VL)        |
| 04.12.2011 | BSC Rathenow 1994 (LL)      | 0:1 n. V.             | SV Babelsberg 03 (3L)            |

## Viertelfinale
| Datum      |                              | Ergebnis  |                             |
| ---------- | ---------------------------- | --------- | --------------------------- |
| 17.12.2011 | RSV Waltersdorf 1909 (VL)    | 0:2       | FSV 63 Luckenwalde (OL)     |
| 17.12.2011 | RSV Eintracht 1949 (LL)      | 1:0       | MSV 19 Rüdersdorf (LL)      |
| 28.03.2012 | SV Falkensee-Finkenkrug (VL) | 2:0       | SG Blau-Gelb Laubsdorf (VL) |
| 04.04.2012 | FSV Optik Rathenow (OL)      | 1:3 n. V. | SV Babelsberg 03 (3L)       |

## Halbfinale
| Datum      |                              | Ergebnis              |                         |
| ---------- | ---------------------------- | --------------------- | ----------------------- |
| 05.04.2012 | SV Falkensee-Finkenkrug (VL) | 0:0 n. V. (4:2 i. E.) | FSV 63 Luckenwalde (OL) |
| 18.04.2012 | RSV Eintracht 1949 (LL)      | 0:1                   | SV Babelsberg 03 (3L)   |

## Finale
| SV Falkensee-Finkenkrug                                            | SV Falkensee-Finkenkrug | SV Babelsberg 03 | SV Babelsberg 03 |
| ------------------------------------------------------------------ | --- | --- | ---------------- |
| SV Falkensee-Finkenkrug                                            | \| 1. Mai 2012 um 14:15 Uhr in Falkensee (Sportplatz Leistikowstraße) \| \| Ergebnis: 2:1 (0:1) \| \| Zuschauer: 1.700 \| \| Schiedsrichter: Andy Stolz \| \| Spielbericht \|                                                                      | \| 1. Mai 2012 um 14:15 Uhr in Falkensee (Sportplatz Leistikowstraße) \| \| Ergebnis: 2:1 (0:1) \| \| Zuschauer: 1.700 \| \| Schiedsrichter: Andy Stolz \| \| Spielbericht \| | SV Babelsberg 03 |
| SV Falkensee-Finkenkrug                                            | Stefan Demuth – Torsten Staude, Mirko Rücker, Mouhamed Chance Franck, Sezer Seymen – Ümit Meseci , Sebastian Eichhorn, Özkan Yilmaz (90. Tim Sliwa), Romain Paolo Mondo Mouegni – Bastian Pirschel, Vuninu Saldanha-Alves Cheftrainer: Frank Rohde | Sebastian Rauch – Anton Makarenko, Mickaël Nelson (88. Daniel Scheinig), David Hollwitz (75. Dennis Lemke), Zlatko Hebib – Benjamin Kauffmann, Matthias Kühne (83. Sergej Evljuskin), Ronny Surma, Christian Groß – Markus Müller, Dominik Stroh-Engel Cheftrainer: Dietmar Demuth | SV Babelsberg 03 |
| SV Falkensee-Finkenkrug                                            | 1:1 Sezer Seymen (60.) 2:1 Romain Paolo Mondo Mouegni (72.) | 0:1 Mirko Rücker (30., ET) | SV Babelsberg 03 |
| 1. Mai 2012 um 14:15 Uhr in Falkensee (Sportplatz Leistikowstraße) | | |                  |
| Ergebnis: 2:1 (0:1)                                                | | |                  |
| Zuschauer: 1.700                                                   | | |                  |
| Schiedsrichter: Andy Stolz                                         | | |                  |
| Spielbericht                                                       | | |                  |

## Beste Torschützen
Nachfolgend sind die besten Torschützen des brandenburgischen Landespokals aufgeführt.
| Rang | Spieler          | Klub                          | Tore |
| ---- | ---------------- | ----------------------------- | ---- |
| 1    | Murat Turhan     | FSV Optik Rathenow            | 8    |
| 2    | Marko Kurzhals   | MSV 19 Rüdersdorf             | 7    |
| 3    | Henry Haufe      | FSV 63 Luckenwalde            | 6    |
| 4    | Martin Handreg   | SV Wacker 09 Cottbus-Ströbitz | 5    |
| 5    | Markus Müller    | RSV Waltersdorf 09            | 4    |
|      | Dmytro Shlyakhta | SV Germania 90 Schöneiche     | 4    |
|      | Andre Thomas     | RSV Waltersdorf 1909          | 4    |

## Der Landespokalsieger im DFB-Pokal 2012/13
| Datum      | Heim                         | Ergebnis | Auswärts           | Runde         |
| ---------- | ---------------------------- | -------- | ------------------ | ------------- |
| 18.08.2012 | SV Falkensee-Finkenkrug (VL) | 0:5      | VfB Stuttgart (1L) | 1. Hauptrunde |